# Teresa Bertinotti
Teresa Bertinotti   (Savigliano, 1776 - Bolonya, 12 de febrer de 1854) Teresa Bertinotti-Radicati , va ser una soprano italiana.

## Biografia
La carrera de Teresa Bertinotti -la primera dona admesa als teatres de Roma (on encara era vigent l'antiga prohibició de pujar als escenaris a les dones)- en l'àmbit musical va començar ja als dotze anys quan, després dels seus estudis realitzats a Nàpols, va actuar per primera vegada al Teatre San Carlo. Va estudiar cant amb Baldassare La Barbiera i ja als vint anys va tenir l'oportunitat de cantar en teatres com La Scala i La Fenice. Per això va començar a cantar per tota Itàlia: el 1798 va poder cantar a Roma després que s'eliminés la prohibició que les dones cantessin a l'escenari. També va cantar a Alemanya, Àustria, Portugal, Rússia, Holanda, Irlanda i el Regne Unit. Va tenir molt d'èxit a La flauta màgica i Così fan tutte al "King's Theatre" de Londres, on va actuar el 1811-1812.
Es va casar el 1801 amb el violinista i compositor Felice Radicati, va fer nombrosos viatges a Europa amb ell i el 1815 es va instal·lar a Bolonya, quan el seu marit va obtenir la plaça de professora al Liceo Musicale i primer violí a l'orquestra Comunale. Radicati va compondre diverses òperes per a la seva dona, entre elles Fedra, que Bertinotti va cantar en la seva primera temporada al "King's Theatre"; també es diu que va compondre diverses àries perquè les interpolés a la Zaira de Vincenzo Federici per a la seva primera actuació a Londres el 1811.
Bertinotti ja havia tingut l'oportunitat de cantar abans a la citada ciutat: de fet ja havia cantat el 1796 a lElfrida de Paisiello al Teatre Zagnoni, el 1800 a l'Orazi e Curiazide Cimarosa i el 1803 al Comunale ambLa selvaggia nel Messico de Giuseppe Nicolini. Va ser ben rebuda quan va tornar als escenaris dels teatres bolonyesos:
| « | "És una actriu incomparable, que en la seva edat ja no supera cap altra i encara es podria dir que és ella mateixa, ja que deu anys després de sentir-la ens semblava més meravellosa i perfecta com a cantant. Una veu robusta, una frase cantant exquisida, un tril mordaç que omple el teatre, una envejable economia d'embelliments i, finalment, una acció digna, són les principals qualitats que s'admiren i aplaudeixen en aquesta dona il·lustre que va fer les delícies dels Teatres de Amsterdam, Lisboa, Londres, Munic, Viena, etc." | » |

Va romandre a Bolonya fins i tot després de la mort del seu marit, retirant-se dels escenaris el 1823 i dedicant-se a l'ensenyament. Entre els seus alumnes hi havia Carolina Cuzzani, que es va convertir en prima donna a La Scala, i Balbina Steffenone, que va cantar el paper de Leonora a l'estrena nord-americana de Il trovatore.
Va ser agregada a l'Acadèmia Filharmònica el 1839. Teresa Bertinotti va morir a Bolonya als 78 anys. Està enterrada a la tomba familiar, al pòrtic sud del claustre V, costat oest, arc 6 del cementiri monumental de la Certosa de Bolonya.

## Repertori
- Ipermestra a Le Danaidi d'Angelo Tarchi (Milà, 1794)
- Rossana a Rossana de Ferdinando Paër (Milà, 1795)
- Ginevra a Ginevra di Scozia de Johann Simon Mayr (Trieste, 1801)
- Zulira a La selvaggia nel Messico de Nicolini (Bolonya, 1803)
- Virginia a La Virginia de Vincenzo Federici (Ferrara, 1805)
- Fedra a Fedra de Felice Radicati (Londres 1811)
- Telaira a Castore e Polluce de Felice Radicati (Bolonya, 1815)
- Minerva a Il vero eroismo ossia Adria serenata de Farinelli (Venècia, 1815)
- Berenice a Antigono de Luigi Caruso
- Merope a Merope e Polifonte de Sebastiano Nasolini
- Amenaide a Tancredi de Rossini
- Donna Anna nel Don Giovanni de Mozart
- Pamina ne La flauta màgica de Mozart
- Fiordiligi nel Così fan tutte de Mozart
- Fecennia a I Baccanali di Roma de Pietro Generali
- Zenobia in Aureliano a Palmira di Rossini